# Chemin des Vieilles-Écoles
Le chemin des Vieilles-Écoles (en occitan : camin de las Vielhas Escòlas) est une voie de Toulouse, chef-lieu de la région Occitanie, dans le Midi de la France.

## Situation et accès

### Description
Le chemin des Vieilles-Écoles est une voie publique. Il se trouve au cœur du quartier de Lalande, dans le secteur 3 - Nord.
Il naît perpendiculairement au chemin de l'Église-de-Lalande. Orienté au nord, il est relativement rectiligne, quoiqu'il décrive une courbe à l'est, puis à l'ouest au niveau de la rue Kléber-Haedens et de la rue des Orpellières, qu'il reçoit à droite. Il traverse ensuite l'avenue Jean-Zay puis se termine en rencontrant le chemin Emmanuel-Delbousquet qui le prolonge, après un virage à 120°, vers le sud-ouest. À droite, un sentier donne accès à la passerelle qui, en franchissant l'autoroute A62, permet de rejoindre le chemin du Lapin.
La chaussée compte une seule voie de circulation automobile à double-sens. Elle appartient à une zone 30 et la vitesse y est limitée à 30 km/h. Il n'existe pas d'aménagement cyclable.

### Voies rencontrées
Le chemin des Vieilles-Écoles rencontre les voies suivantes, dans l'ordre des numéros croissants (« g » indique que la rue se situe à gauche, « d » à droite) :
1. Chemin de l'Église-de-Lalande
2. Rue Kléber-Haedens (d)
3. Rue des Orpellières (d)
4. Avenue Jean-Zay
5. Passerelle du Lapin (d)
6. Chemin Emmanuel-Delbousquet

## Odonymie
Le chemin était connu, au XIXe siècle, comme le chemin Tournié, d'un vaste domaine agricole qu'il longeait. En 1935, la municipalité lui donna son nom actuel, en souvenir de l'ancienne école communale du quartier de Lalande, ouverte en 1869, qui s'y trouvait (emplacement de l'actuel no 27) : c'est en 1897, à la suite d'une demande des habitants, qu'une nouvelle école fut construite entre 1897 et 1900 sur les plans de l'architecte Eugène Curvale sur l'avenue de Fronton (actuelle mairie de quartier, no 3-4 place Paul-Riché). La nouvelle école fut construite entre 1962 et 1963 (actuel no 239 avenue de Fronton).

## Histoire
La première école de garçons du quartier de Lalande, ouverte en 1836, avait été installée dans des maisons louée sur la place de l'Église, puis le long de la route de Fronton. En 1866, le conseil municipal décide de construire une nouvelle école, plus adaptée aux besoins du quartier : un terrain, le long du chemin Tournié, est acheté l'année suivante (emplacement de l'actuel no 27) et le projet confié à l'architecte de la ville, Alexandre Laffon. Les travaux sont menés rapidement et l'école est achevée en 1869 : elle consiste en trois corps de bâtiments alignés, disposés perpendiculairement au chemin Tournié. En 1904, à la suite de l'ouverture de la nouvelle école (actuelle mairie de quartier, no 3-4 place Paul-Riché), les bâtiments des « vieilles écoles » sont vendus. Ils sont partagés et réaménagés en appartements.
Le quartier de Lalande et du chemin des Vieilles-Écoles s'urbanise progressivement à la suite du recul de l'activité agricole dans le nord toulousain. Entre 1979 et 1981, le promoteur toulousain Max Guibert réalise la cité des Orpeillères, qui regroupe une soixantaine de maisons individuelles.
Dans les premières décennies du XXIe siècle, la construction de nouvelles résidences s'accélère, amenant une densification notable de l'habitat, mais aussi la disparition des anciennes maisons du quartier. En 2012, une maison toulousaine cède la place à une résidence (actuel no 9). En 2013, une maison à l'angle du chemin de l'Église-de-Lalande est démolie au profit de la résidence Arborea construite pour Patrimoine SA Languedocienne entre 2014 et 2015 (actuel no 1). L'ancienne école de garçons est démolie afin de permettre la construction d'une résidence privée, Le Jardin des Écoles, réalisée par le promoteur Domuci (actuel no 27). Enfin, en 2018, un groupe de deux maisons est remplacé par la résidence le Hussard Noir développée par la Sagec (actuel no 11), tandis qu'une ancienne ferme et trois maisons sont emportées par la construction par LP Promotion de la vaste résidence Cœur Jardin (actuels no 19 et 37).
La transformation urbaine amène des problèmes nombreux de stationnement et de circulation, particulièrement dans la première partie du chemin des Vieilles-Écoles. En 2020, des travaux de réfection de la voirie permettent l'élargissement des trottoirs et un encadrement du stationnement. Au nord, la deuxième partie du chemin conserve encore un visage rural.

## Patrimoine et lieux d'intérêt
- no  49 : ferme (deuxième moitié du XIXe siècle)[5].
- no  56 : ferme (deuxième moitié du XIXe siècle)[6].
- no  59 : ferme (deuxième moitié du XIXe siècle)[7].
- no  60 : ferme (deuxième moitié du XIXe siècle).